# Ильнищево
Ильнищево — деревня в Кардымовском районе Смоленской области России. Входит в состав Тюшинского сельского поселения. Население — 3 жителя (2007 год). 
Расположена в центральной части области в 10 км к югу от Кардымова, в 12 км южнее автодороги Р134 «Старая Смоленская дорога» Смоленск — Дорогобуж — Вязьма — Зубцов, на берегу реки Большой Вопец. В 3 км юго-западнее деревни расположена железнодорожная станция Конец на линии Смоленск — Сухиничи. 

## История
В годы Великой Отечественной войны деревня была оккупирована гитлеровскими войсками в августе 1941 года, освобождена в сентябре 1943 года.